# Kij (wyspa)
Kij (ros. Кий) – wyspa w zatoce Onega na Morzu Białym, w północno-zachodniej Rosji.
Wyspa położona jest 8 km od brzegu i 15 km od miasta Onega. Wyspa jest podłużna, ma 2 km długości (NW-SE), natomiast szerokość wynosi 800 metrów. Wyspa charakteryzuje się piaszczystymi plażami, porośnięta jest lasami sosnowymi. Jest celem dla turystów z północnej Rosji.
9 lipca 1854 roku, w czasie wojny krymskiej została zajęta przez flotę brytyjską.
Na wyspie Kij od 1656 znajdował się prawosławny monaster Podwyższenia Krzyża Pańskiego, zamknięty po rewolucji październikowej i zachowany do dziś jako ruina.